# HC Einheit Halle
Der HC Einheit Halle 05 e.V. war ein Handballverein aus Halle (Saale). Der Verein betrieb zwei Herren-Mannschaften und Nachwuchsarbeit. Die erste Herren-Mannschaft spielte in der Mitteldeutschen Oberliga und beendete die Saison 2012/2013 als Siebter.
Der Verein wurde im Jahr 2005 durch die Fusion des HC Halle (dem Zusammenschluss der ehemaligen SG Dynamo Halle, ab 1969 SG Dynamo Halle-Neustadt, und des BSV Ammendorf) mit dem HV Einheit 95 Halle (vormals BSV Einheit Halle-Neustadt) gegründet.
Beide Gründungsvereine konnten zeitweise in der damals dritthöchsten Spielklasse des deutschen Handballs, der Handball-Regionalliga, antreten. Im März 2002 schlossen sich die beiden Vereine zur Spielgemeinschaft SG HC Einheit Halle zusammen, die 2002/03 erstmals unter diesem Namen in der Regionalliga spielte. Im April 2005 wurde der HV Einheit 95 Halle als Verein aufgelöst und der HC Halle e.V. in HC Einheit Halle 05 e.V. umbenannt.
Nach Streit und der Insolvenz der Betriebsgesellschaft der Männermannschaft des HC Einheit wurden die Jugendabteilung und die Männermannschaft in den USV Halle eingegliedert.